# 2012年のバスケットボール
< 2012年 | 2012年のスポーツ
2012年のバスケットボール（2012ねんのバスケットボール）では、2012年（平成24年）のバスケットボール関連の出来事をまとめる。

## できごと

### 1月
- 9日 - 皇后杯全日本総合選手権、でJXがデンソーに78－52で勝ち4年連続17回目の優勝。
- 10日
  - 天皇杯全日本選手権男子決勝、トヨタ自動車が69-65でアイシンを下し5年ぶり2回目の優勝。
  - 女子日本代表のコーチングスタッフが発表され、内海知秀（JXヘッドコーチ）が4年ぶりにヘッドコーチ復帰[1]。

### 3月
- 13日 - bjリーグ・大阪エヴェッサに所属するリン・ワシントンを大麻取締法違反で逮捕[2]。後日、不起訴で釈放。
- 29日 - bjリーグは登録全選手に行ったドーピングチェックで、一部選手に陽性反応が出たと発表した。疑いのある選手には精密検査を実施する[3]。

### 4月
- 9日 - bjリーグの大阪エヴェッサは、先月大麻取締法違反容疑で逮捕され不起訴処分となった、リン・ワシントン選手の引退を発表した。
- 11日 - 日本バスケットボール協会は大型スポーツショップのゼビオとエグゼクティブパートナー契約を結んだと発表した。契約期間は5年、契約金は30億円[4]。

### 7月
- 1日 - ロンドン五輪女子世界最終予選、日本はカナダに敗れロンドン五輪出場権を逃す。
- 11日 - 日本バスケットボール協会は、JOCや日本スポーツ振興センターの助成事業助成金を不適切に受け取ったと会計検査院に指摘されたことを公表した[5]。

### 9月
- 19日 - 2013年創設の男子新トップリーグ名「ナショナル・バスケットボール・リーグ（NBL）」を発表[6]。

### 10月
- 5日 - 最後のJBLシーズン開幕。
- 31日 - パナソニックトライアンズがシーズン後の活動休止を発表[7]

### 12月
- 23日 - 第43回全国高等学校バスケットボール選抜優勝大会が広島県立総合体育館で開幕。

## 国際大会
- ロンドン五輪（7月28日〜8月12日）
  - 男子決勝　 アメリカ合衆国107-100 スペイン（2大会連続14回目）
  - 女子決勝　 アメリカ合衆国86-50 フランス（5大会連続7回目）

- ユーロリーグ 2011-12ファイナル
- 女子ユーロリーグ 2011-12

## 国内大会

### 日本プロバスケットボール（bjリーグ）
- bjリーグ2011-12シーズンオールスターゲーム（1月15日、さいたまスーパーアリーナ）
  - WEST 120 - 93 EAST
- bjリーグ 2011-12ファイナル
  - 琉球ゴールデンキングス 89 - 73 浜松・東三河フェニックス
    - 沖縄は3大会ぶり2回目の優勝。

### その他日本国内
- 第87回天皇杯・第78回皇后杯全日本総合選手権（1月1日〜9日）
  - 男子
    - 決勝：トヨタ自動車アルバルク 69 - 65 アイシンシーホース
      - トヨタ自動車は5年ぶり2回目の優勝。

  - 女子
    - 決勝：JXサンフラワーズ 78 - 52 デンソーアイリス
      - JXは4年連続17度目の優勝（共同石油、日鉱共石、ジャパンエナジー、JOMO時代を含む）。
- JBL 2011-12・ファイナル
  - 第1戦：アイシンシーホース 73 - 70 トヨタ自動車アルバルク 代々木第二
  - 第2戦：トヨタ自動車アルバルク 79 - 70 アイシンシーホース
  - 第3戦：トヨタ自動車アルバルク 69 - 61 アイシンシーホース
  - 第4戦トヨタ自動車アルバルク 83 - 64 アイシンシーホース
- JBL2 2011-12・ファイナル
- Wリーグ2011-12・ファイナル
  - 第1戦：JXサンフラワーズ 77 - 74 トヨタ自動車アンテロープス
  - 第2戦：JXサンフラワーズ 77 - 60 トヨタ自動車アンテロープス
  - 第3戦：トヨタ自動車アンテロープス 82 - 51 JXサンフラワーズ
  - 第4戦：JXサンフラワーズ 77 - 66 トヨタ自動車アンテロープス
- W1リーグ2011-12
- 第64回全日本大学バスケットボール選手権大会
- 高校総体（7月29日～8月3日・石川県）
  - 男子決勝： 延岡学園（宮崎） 78 - 73 洛南（京都）
    - 2年連続4回目

  - 女子決勝： 桜花学園（愛知） 90 - 74 聖カタリナ女子（愛媛）
    - 3年ぶり18回目
- 第43回全国高等学校バスケットボール選抜優勝大会（広島県立総合体育館）
  - 男子決勝： 延岡学園（高校総体優勝・宮崎） 68 - 66 尽誠学園（香川）
    - 2年連続2回目

  - 女子決勝： 桜花学園（高校総体優勝・愛知） 88 - 79 聖カタリナ女子（高校総体準優勝・愛媛）
    - 3年ぶり18回目

### NBA
- NBAオールスターゲーム（2月20日、カリフォルニア州・ステイプルズ・センター）
- NBAファイナル

### 韓国プロバスケットボール
- KBL 2011-12ファイナル

### 中国プロバスケットボール
- CBA 2011-12ファイナル